# UV映射

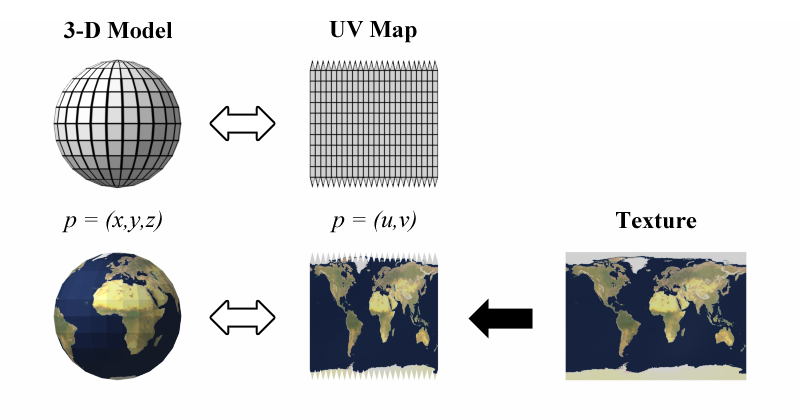
UV和纹理在3D中的应用

UV映射是在三维建模中将2D图像投影到3D表面以进行纹理映射的过程。字母U和V用来表示纹理贴图上的坐标轴，因为XYZ已经用于表示三维空间中对象的坐标轴，而W（除了XYZ外）用于计算四元数，这是在电脑图形学中的常见操作。

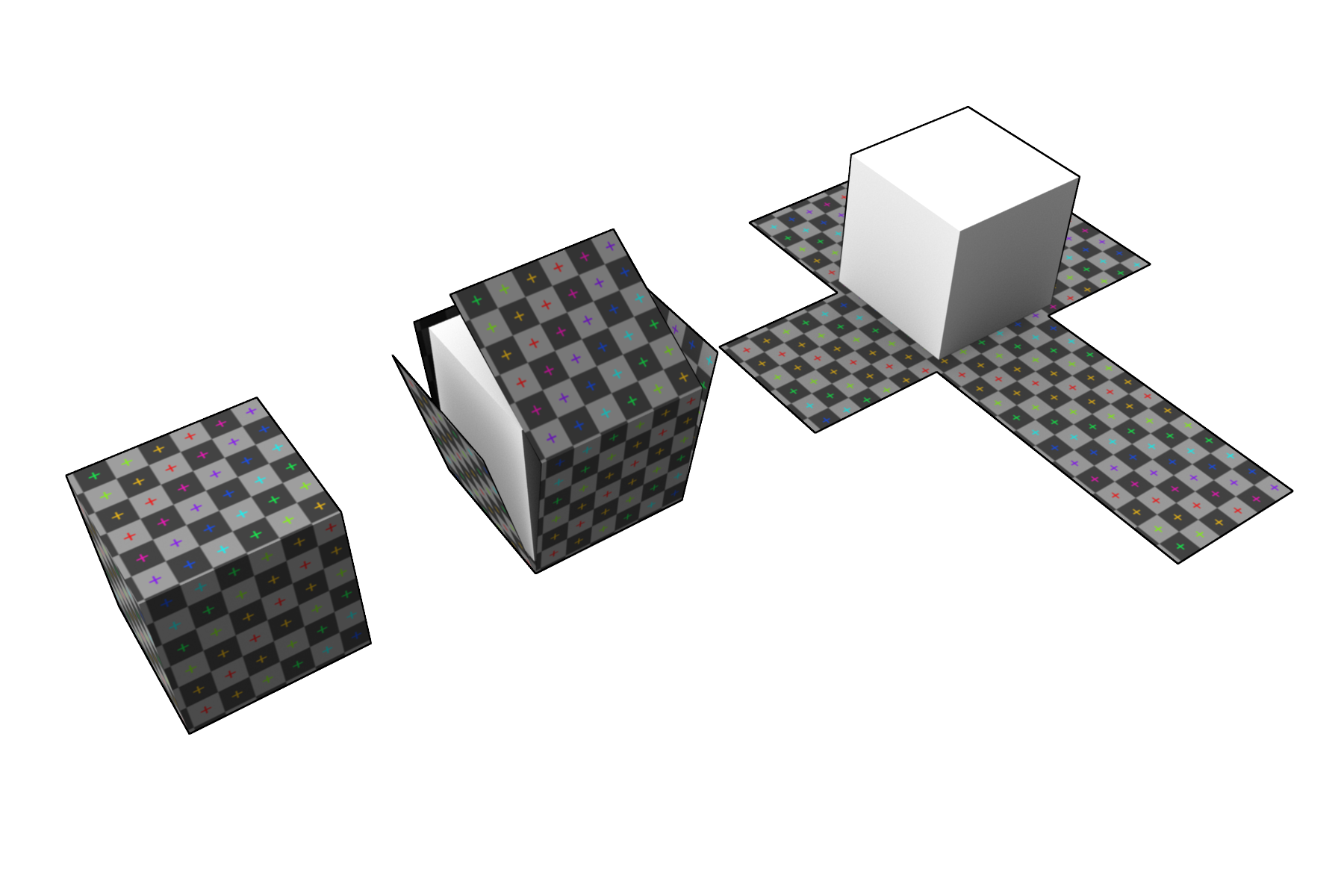
立方体的UV映射示例，可以对摊开的立方体进行纹理化已纹理化立方体

## 流程
UV纹理允许使用普通图像中的颜色（或其他表面属性）绘制构成3D对象的多边形。该图像称为UV纹理。UV映射的过程涉及将图像中的像素分配给多边形的表面，通常以“编程方式”复制贴图上的一部分并将其粘贴到对象的一部分部分来实现。UV映射是投影映射的替代方法（例如，使用模型的任意一对XYZ坐标或任何位置变换）；它只映射到纹理空间而不是进入物体的几何空间。渲染时使用UV纹理坐标来确定如何绘制三维表面。

## 应用

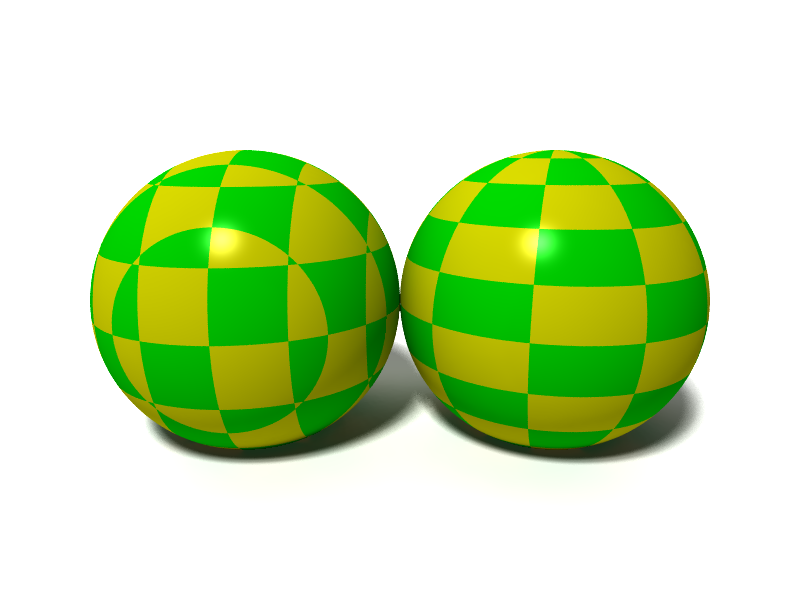
一个方格球体，一个没有（左）UV映射,一个有（右）UV映射（使用3D XYZ空间或2D UV空间）

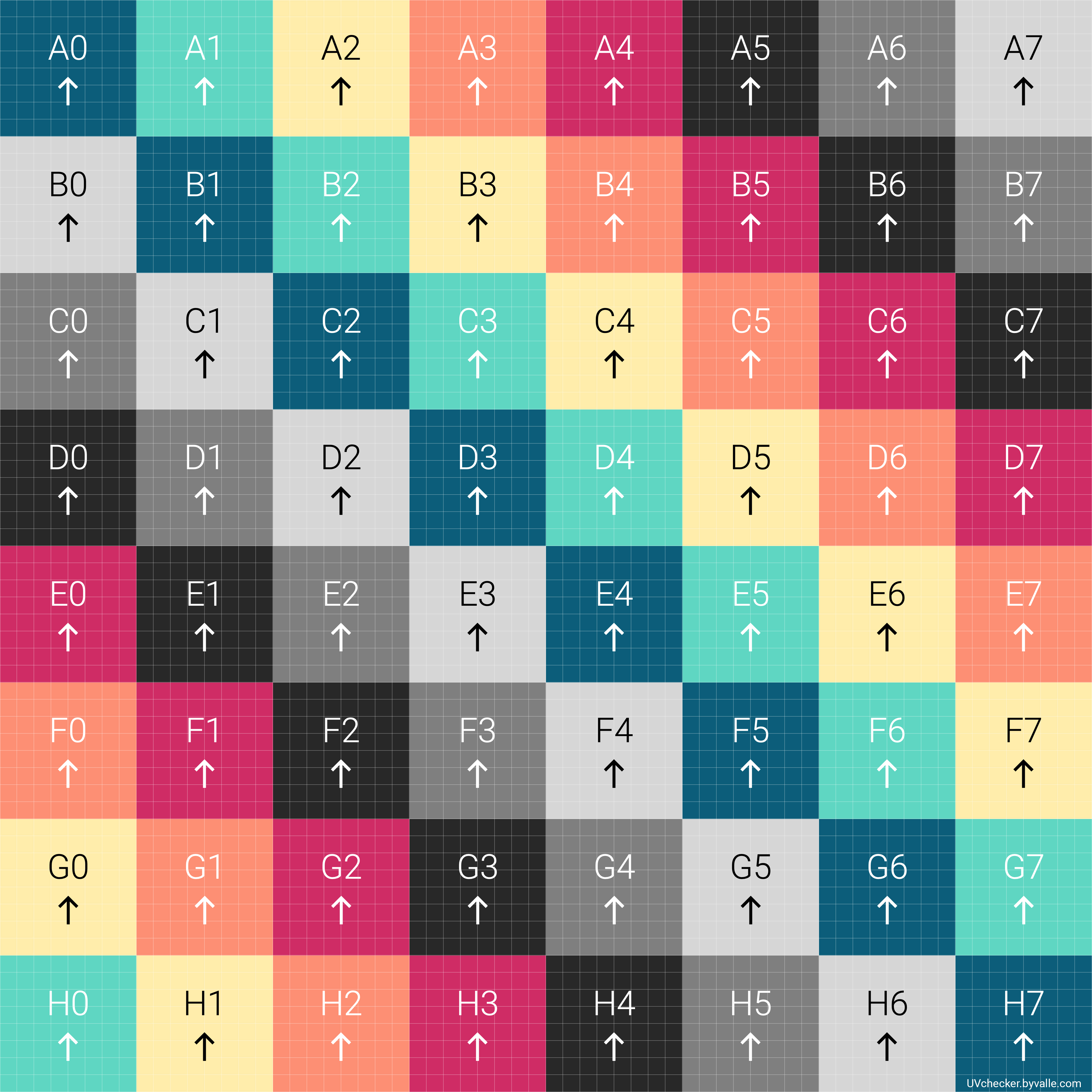
有坐标的UV检查贴图